# Cesta do země Lidivoni
Cesta do země Lidivoni – neuvěřitelná dobrodružství trosečníka je kniha Eduarda Petišky. Je to jeho jediné antiutopické dílo. Kniha byla napsána v letech 1951 a 1952. Nese znaky své doby (ale nejen své - jak autor uvádí v předmluvě). Kniha původně nemohla vyjít tiskem. Ležela v zásuvce vedle jiných autorových rukopisů. Kniha vyšla v roce 2012 elektronicky v edici sebraných spisů Eduarda Petišky (u příležitosti 90 let od jeho narození) a je k dispozici zdarma ke stažení.

## Historie
Kniha měla pozoruhodný osud. V dubnu 1968 byl předán rukopis k vydání do nakladatelství Mladá fronta, byl připravován do tisku, ale po 21. srpnu nevyšel, podobně jako mnoho jiných knih. Tato antiutopie psaná v těžké poválečné době, kdy autor - sedmadvacetiletý - a jeho přátelé čekali denně domovní prohlídky a zatčení, kdy E. Petiška nevěřil, že ještě někdy v životě vydá knihu. V ukrývaném rukopise tohoto příběhu, psaného v letech 1951 a 1952 bylo z krycích důvodů napsáno: Přeloženo ze starého německého originálu: „Die Reise nach Leuteduften“. Není to jen literárněhistorický dokument, je to palčivá esej o postavení svobodného člověka v nesvobodném světě.
Kniha je psána jako zpráva o cestě učence, doktora svobodných umění Jakuba Liberta, odchovance učení Sorbonny, Prahy a Heidelbergu. Jakub Libert ztroskotá a ocitne se na ostrově, v zemi Lidivoni, ve které je možné provozovat vědu i umění, psát kroniky, ale pouze podle přání krále. Která se často mění. Vznikají tak absurdní situace, které reflektují zmatečné klima poválečných a padesátých let. Stylisticky je psána přesvědčivým jazykem 18. století. Poprvé byla vydána po revoluci nakladatelstvím Adonai.

## Úryvek z knihy
Při mém svědectví, z něhož tu vydávám počet, stůjž Bůh Otec i Syn i Duch svatý. Nechť neplýtvám slovy. Můj spis budiž výstižný a věcný jako sloh Aristotelův a vznešený jako sloh Platonův. Kéž nepostrádám oka Aristofanova při zkoumání věcí lidských. Laskavý čtenáři, omluv mou nedokonalost a opovážlivost, že se dovolávám vzorů tak velikých a nedostižných. Vytknout si však vysoké cíle, bývá spola zárukou dotknouti se jejich úpatí. Doktor svobodných umění Jakub Libertus, odchovanec učení Sorbonny, Prahy a Heidelbergu, člen královské společnosti nauk, mnoha učených spolků a nositel řádu věčného slova, jež bylo na počátku světa a bude i na konci. Amen.